# Бюллинген
Бю́ллинген (нем. Büllingen, валлон. Bolindje / Grand Bolindje), Бюлла́нж (фр. Bullange) — коммуна в Валлонии, расположенная в провинции Льеж, округ Вервье. Принадлежит Немецкому языковому сообществу Бельгии. На площади 150,49 км² проживают 5385 человек (плотность населения — 36 чел./км²), из которых 51,14 % — мужчины и 48,86 % — женщины. Средний годовой доход на душу населения в 2003 году составлял 9 490 евро.
Почтовые коды: 4760—4761. Телефонный код: 080.